# Horváth Ferenc (színművész, 1913–1993)
Horváth Ferenc (névváltozata: Horvát; Budapest, Józsefváros, 1913. június 8. – Budapest, 1993. március 31.) Jászai Mari-díjas magyar színművész, színigazgató, főiskolai tanár, érdemes és kiváló művész.

## Életpályája
Horvát (Hirschfeld) Mihály (1878–1947) kereskedősegéd és Weiszberger Sarolta (1886–1962) fiaként született zsidó családban. 1932–1935 között az Országos Magyar Királyi Színművészeti Akadémia hallgatója volt. Először Homonnai István színtársulatának tagja lett, majd Szolnokon játszott, később egy évadot Debrecenben töltött. 1939–1941 között a Goldmark Színház előadásaiban szerepelt. 1945-ben a Nemzeti Színházhoz szerződött. 1949-ben az Állami Bányász Színház alapító igazgatója, amely egy év múlva Honvéd Színház, 1951-től Magyar Néphadsereg Színháza néven működött tovább (ma Vígszínház). 1953–1970 között a Madách Színház társulatának tagja, 1952–1954 között a Színművészeti Főiskola beszédtanára volt. Pályájának súlyponti része a kiváló versmondó képessége volt.

## Főbb színházi szerepei
- Gilbert (Armont–Vandenberghe: Fiúk, lányok, kutyák)
- Matróz (Leonyid Rahmanov: Viharos alkonyat)
- Ludas Matyi (Móricz Zsigmond - Fazekas Mihály: Ludas Matyi)
- Leander (Molière: Scapin furfangjai)
- Ariste (Molière: Tudós nők)
- Florindo (Carlo Goldoni: A hazug)
- Rjumin (Makszim Gorkij: Nyaralók)
- Tyetyerev (Makszim Gorkij: Kispolgárok)
- Cibo bíboros (Alfred de Musset: Lorenzaccio)
- Maillard (Marcel Aymé: Nem az én fejem)
- Paravicini (Agatha Christie Az egérfogó)
- Zsedna Gyula (Tabi László: Különleges világnap)
- Pap (Szophoklész: Oidipusz király)
- Szalay (Barta Lajos: Szerelem)
- Fedotyik Alekszej Petrovics (Anton Pavlovics Csehov: Három nővér)
- Egeus (William Shakespeare: Szentivánéji álom)
- Öreg juhász (William Shakespeare: Téli rege)

## Előadóestjei
- A XIX. század költői
- Hiába, Pest csak Pest
- Vers és dal a Várban

## Filmes és televíziós szerepei
| - Egy asszony elindul (1948) – Füredi - Tűz (1948) – Sanyi - Díszmagyar (1949) - Rokonok (1954) - Budapesti tavasz (1955) – Horváth, lakó - A város peremén (1957, rövid játékfilm) - Vörös tinta (1959) – Jóska, igazgatóhelyettes - Kilenc perc… (1960, rövid játékfilm) - Virrad (1960) - Jó utat, autóbusz (1961) - A kőszívű ember fiai 1-2. (1964) – Osztrák tiszt IV. - Így jöttem (1964) - Az utolsó kör (1968) – Törvényszéki orvos - Mérsékelt égöv (1970) – Vadász II. | - Az utolsó kilométer (1960) – Kapitány - A kis bice-bóca (1964, rövid tévéjáték) – Tanító - Példázat 1-3. (1964, tévésorozat) – Sztepkó - Princ, a katona (1966, tévésorozat) (8. részben) - Körözés egy csütörtök körül (1967) – Kovács Benjámin - A két csaló (1968) – Tanító - Kincskereső kisködmön (1968, tévésorozat) – Szenthe - Áradat (1971) – Kristóf - Egy óra múlva itt vagyok (1971, tévésorozat) – Alezredes (14. részben) - Rózsa Sándor (1971, tévésorozat) - Tyúkfürösztés (1971) – Lajos bácsi - A hosszú előszoba (1973) – Bíró - Alvilági játékok (1973) - Nyolcadik stáció (1984) |

## Szinkronszerepei
| Év   | Cím                     | Szereplő        | Színész         | Szinkron év |
| ---- | ----------------------- | --------------- | --------------- | ----------- |
| 1960 | Iskolatársak voltunk    | Sander százados | Alexander Kerst | 1961        |
| 1963 | Farkasok közt, védtelen | ?               | ?               | 1963        |

## Díjai, elismerései
- Érdemes Művész (1955)
- Jászai Mari-díj (1958)
- Kiváló Művész (1970)